# Joe Bryan
Joseph Edward Bryan (* 17. September 1993 in Bristol) ist ein englischer Fußballspieler, der seit Sommer 2023 beim FC Millwall unter Vertrag steht.
Bryan ist als vielseitig einsetzbarer Spieler bekannt, der im gesamten linken Spielfeld Positionen einnehmen kann. Er stammt aus der Jugendakademie von Bristol City, wo er nach Leihstationen bei den unterklassigen Vereinen Bath City und Plymouth Argyle über fünf Saisons zum Stammpersonal zählte und über 200 Ligaspiele für die Robins bestritt.

## Karriere

### Bristol City
Der aus der Umgebung Bristols stammende Bryan, unterzeichnete 2011 seinen ersten professionellen Kontrakt beim lokalen Verein Bristol City. Um Spielpraxis zu sammeln wurde er am 24. November 2011 für zwei Monate an den Fünftligisten Bath City ausgeliehen. Dort kam er zu vier Ligaeinsätzen, in denen er ein Tor erzielte. Nach seiner Rückkehr gab er am 6. März 2012 beim 3:2-Heimsieg gegen Leicester City sein Debüt in der ersten Mannschaft Bristols. In den nächsten Monaten kam er trotzdem nur sporadisch zum Einsatz.
Im März 2013 wechselte er in einem Leihgeschäft bis Ende der Saisonende 2012/13 in die viertklassige Football League Two zum abstiegsbedrohten Verein Plymouth Argyle. Sein erstes Tor im englischen Profifußball erzielte er am 16. April 2013 beim 2:1-Auswärtssieg gegen den FC Chesterfield. Letztendlich hielt man um einen Punkt als 21. Platz die Klasse. Bryan wirkte allen zehn verbleibenden Saisonspielen Plymouths mit und kam dort meist als linker Mittelfeldspieler zum Einsatz.
Zu Saisonbeginn 2013/14 kam er vermehrt zu Einsätzen in der Startformation Bristols, die in der Vorsaison in Abwesenheit Bryans den Gang die Football League One antreten mussten. Beim 2:0-Heimsieg gegen Crawley Town am 5. November 2013 erzielte er sein erstes Ligator im Trikot der Robins. Aufgrund des schwachen Starts der Mannschaft wurde der bisherige Trainer Sean O’Driscoll entlassen und sein Nachfolger Steve Cotterill setzte im Abstiegskampf auf erfahreneres Personal. Erst zur Saison 2014/15 schaffte Bryan seinen Durchbruch und wurde zum unumstrittenen Stammspieler auf der linken Seite. Mit seiner Mannschaft gewann er am 22. März 2015 das Finale der Football League Trophy 2014/15 gegen den FC Walsall. Auch in der Liga waren die Südwestengländer sehr erfolgreich und errangen souverän den Meistertitel der League One und die damit resultierende Rückkehr in die Football League Championship. Bryan bestritt in dieser Spielzeit 50 Spiele, in denen er sieben Tore erzielte und elf weitere assistierte.
Im Juni 2015 unterzeichnete er einen neuen Vierjahresvertrag bei Bristol City. Trotz des Abstiegskampfes hielt Bryan die gesamte Saison 2015/16 seinen Platz in der Startelf und kam auf 39 Ligaspiele, in denen ihm 10 Scorerpunkte gelangen. In der nächsten Spielzeit 2016/17 traf er in 49 Spielen ein einziges Mal. Beim EFL Cup 2017/18 drang man bis ins Halbfinale des Pokals vor. Bryan trug mit wichtigen Treffern bei den Achtel- und Viertelfinalsiegen gegen die Premier-League-Vereine Crystal Palace und Manchester United zum Halbfinaleinzug bei. Auch in der Liga verbesserte sich die Lage der Robins und man erreichte den soliden 11. Tabellenplatz. Bryan kam in dieser Saison in 48 Spielen zum Einsatz und erzielte sieben Treffer und bereitete drei weitere vor.

### FC Fulham
Nachdem er zuvor mit dem Ligakonkurrenten Aston Villa in Verbindung gebracht wurde, wechselte Joe Bryan am 9. August 2018 für eine Ablösesumme in Höhe von 6,7 Millionen Euro zum Premier-League-Aufsteiger FC Fulham. Sein Ligadebüt für die Cottagers gab er am 11. August 2018 bei der 0:2-Heimniederlage gegen Crystal Palace. Sein erstes Tor gelang ihm im League-Cup-Spiel gegen den FC Millwall, welches mit 3:1 gewonnen wurde. In der Saison 2018/19 kam er auf 28 Ligaeinsätze und musste mit seinem Verein nach einem Jahr wieder den Gang in die Zweitklassigkeit antreten.
Am 27. September 2019 (9. Spieltag) erzielte er beim 2:0-Heimsieg gegen Sheffield Wednesday sein erstes Ligator für die Cottagers.
Im August 2022 wurde er für eine Saison an den OGC Nizza ausgeliehen.

### FC Millwall
Nach der Leihe nach Frankreich wechselte er im Sommer 2023 zum FC Millwall in die EFL Championship.

## Erfolge
Bristol City
- Football League One: 2014/15
- Football League Trophy: 2014/15

Individuelle Auszeichnungen
- PFA Team of the Year: 2014/15 League One
- Football League Young Player of the Month: Februar 2015